# I'm the One (пісня DJ Khaled)
«I'm the One» (укр. Я - Єдиний) — пісня американського музиканта DJ Khaled, за участі канадського співака Джастіна Бібера і американських реперів Quavo, Chance the Rapper та Lil Wayne. Вона була випущена 28 квітня 2017 року лейблами We the Best Music Group і Epic Records, як другий сингл із десятого студійного альбому DJ Khaled Grateful.

## Створення
DJ Khaled спочатку анонсував цю пісню в лютому 2017 року, розмістивши фото зі зйомок музичного відео у своєму Instagram. Він повідомив дату випуску пісні, назву та продемонстрував обкладинку 24 квітня 2017 року.

## Позиції в чартах
«I'm the One» дебютував на вершині чарту Billboard Hot 100 та став першим синглом, що очолив цей чарт, для DJ Khaled, Chance's Rapper, та Quavo (як сольного виконавця, окремо від Migos). Вона стала першою хіп-хоп піснею, що посіла першу сходинку чарту після пісні Eminem «Not Afraid» у 2010 році. Ця пісня стало четвертою для Бібера, що дебютувала на вершині чарту, після перших трьох синглів з альбому Purpose. Ліл Вейн втретє за свою кар'єру очолив чарт, але зробив це вперше з 2009 року. Пісня також увійшла до чарту Великої Британії UK Singles Chart під першим номером, ставши першою піснею № 1 британського чарту для DJ Khaled, Quavo, Lil Wayne та Chance the Rapper, а також п'ятою піснею Бібер на вершині цього хіт-параду. Вона також увійшла посіла перші сходинки чартів Австралії, Шотландії та Канади, дебютувала у першій десятці чартів низки країн світу, зокрема, Німеччини, Ірландії та Нової Зеландії.

## Музичне відео
Музичний відеокліп на піснею будо презентовано 28 квітня 2017 року на Vevo-каналі Халеда на YouTube. У музичному відео знялися, зокрема, модель українського Playboy Ірина Іванова та колеги Quavo з тріо Migos, Offset та Takeoff. Станом на 9 квітня 2021 року відео переглянули понад 1 мільярд 520 мільйонів разів. Відео було знято на території розкішного маєтку.

## Чарти
| Чарт (2017)                               | Найвища позиція |
| ----------------------------------------- | --------------- |
| Австралія (ARIA)                          | 1               |
| Австралія Urban (ARIA)                    | 1               |
| Австрія (Ö3 Austria Top 75)               | 2               |
| Бельгія (Ultratop Flanders)               | 10              |
| Бельгія Urban (Ultratop Flanders)         | 2               |
| Бельгія (Ultratop Wallonia)               | 17              |
| Бразилія (Brasil Hot 100 Airplay)         | 100             |
| Канада (Canadian Hot 100)                 | 1               |
| Канада (CHR/Top 40) (Billboard)           | 4               |
| Канада (Hot AC) (Billboard)               | 34              |
| Колумбія (National-Report)                | 46              |
| Колумбія Anglo (National-Report)          | 7               |
| Чехія (IFPI)                              | 9               |
| Чехія (Singles Digitál Top 100)           | 3               |
| Данія (Tracklisten)                       | 2               |
| Фінляндія (Suomen virallinen lista)       | 5               |
| Франція (SNEP)                            | 11              |
| Німеччина (Official German Charts)        | 4               |
| Угорщина (Rádiós Top 40)                  | 29              |
| Угорщина (Single Top 40)                  | 12              |
| Угорщина (Stream Top 40)                  | 5               |
| Ірландія (IRMA)                           | 2               |
| Італія (FIMI)                             | 20              |
| Японія (Japan Hot 100)                    | 46              |
| Літвія (Latvijas Top 40)                  | 17              |
| Ліван (Lebanese Top 20)                   | 3               |
| Малайзія (RIM)                            | 4               |
| Нідерланди (Dutch Top 40)                 | 2               |
| Нідерланди (Mega Single Top 100)          | 4               |
| Нова Зеландія (RIANZ)                     | 1               |
| Норвегія (VG-lista)                       | 3               |
| Філіппіни (Philippine Hot 100)            | 2               |
| Португалія (AFP)                          | 3               |
| Шотландія (Official Charts Company)       | 1               |
| Словаччина (IFPI)                         | 45              |
| Словаччина (Singles Digitál Top 100)      | 4               |
| Словенія (SloTop50)                       | 46              |
| Іспанія (PROMUSICAE)                      | 11              |
| Швеція (Sverigetopplistan)                | 2               |
| Швейцарія (Media Control AG)              | 6               |
| Велика Британія (Official Charts Company) | 1               |
| США (Billboard Hot 100)                   | 1               |
| США (Adult Top 40) (Billboard)            | 21              |
| США (Hot Dance Club Songs) (Billboard)    | 33              |
| США (Hot R&B/Hip-Hop Songs) (Billboard)   | 1               |
| США (Mainstream Top 40) (Billboard)       | 3               |
| США (Rhythmic) (Billboard)                | 1               |

## Сертифікації
| Регіон | Сертифікація  | Продажі   |
| --- | ------------- | --------- |
| Австралія (ARIA) | 3× Платиновий | 210 000   |
| Австрія (IFPI Austria) | Золотий       | 15.000    |
| Бельгія (BEA) | Платиновий    | 30.000    |
| Канада (Music Canada) | 3× Платиновий | 0         |
| Данія (IFPI Denmark) | Платиновий    | 30.000    |
| Франція (SNEP) | Золотий       | 75.000    |
| Німеччина (BVMI) | Золотий       | 200.000   |
| Італія (FIMI) | Платиновий    | 50 000    |
| Нова Зеландія (RIANZ) | Платиновий    | 30.000    |
| Швеція (IFPI Sweden) | 3× Платиновий | 120.000   |
| Велика Британія (BPI) | Платиновий    | 600 000   |
| США (RIAA) | 4× Платиновий | 4 000 000 |
| *продажі, що базуються лише на сертифікаціях · ^відвантаження, що базуються лише на сертифікаціях · продажі+прослуховування, що базуються лише на сертифікаціях |               |           |

## Історія випуску
| Регіон          | Дата           | Формат               | Лейбл        | Прим. |
| --------------- | -------------- | -------------------- | ------------ | ----- |
| Сполучені Штати | 28 квітня 2017 | Цифрове завантаження | Epic Records | [ 2 ] |